# HD 162926
HD 162926，又名CD-3612008，SAO 209458、HR 6671，是一颗恒星，视星等为6.06，位于銀經354.53，銀緯-5.57，其B1900.0坐标为赤經17h 48m 21.9s，赤緯-36° -5.57′ 20″。